# Emeryson
Az Emeryson egy már megszűnt, rövid életű Formula–1-es konstruktőr. 1956-ban, majd 1961-ben és 1962-ben. Hivatalos konstruktőri szerepe mellett biztosított autót több egyénileg induló versenyzőnek is.

## Teljes Formula–1-es eredménylistája
(Táblázat értelmezése)

(Félkövér: pole-pozícióból indult; dőlt: leggyorsabb kört futott) 

| Év   | Kasznti      | Motor     | Gumi | Versenyzők     | 1   | 2   | 3   | 4   | 5   | 6   | 7   | 8   | 9   | Pont | Poz. |
| ---- | ------------ | --------- | ---- | -------------- | --- | --- | --- | --- | --- | --- | --- | --- | --- | ---- | ---- |
| 1956 | Emeryson Mk1 | Alta S4   | D    |                | ARG | MON | 500 | BEL | FRA | GBR | GER | ITA |     | -*   | -*   |
| 1956 | Emeryson Mk1 | Alta S4   | D    | Paul Emery     |     |     |     |     |     | Ki  |     |     |     | -*   | -*   |
| 1961 | Emeryson Mk2 | Climax S4 | D    |                | NED | MON | BEL | FRA | GBR | GER | ITA | USA | RSA | 0    | HN   |
| 1961 | Emeryson Mk2 | Climax S4 | D    | Tony Settember |     |     |     |     | 11  |     | Ki  |     |     | 0    | HN   |

* Konstruktőri világbajnokság 1958-ig nem létezett.

### Egyéb Emeryson-autóval elért eredmények
(Táblázat értelmezése)

(Félkövér: pole-pozícióból indult; dőlt: leggyorsabb kört futott) 

| Év   | Csapat                 | Kasztni                    | Motor       | Gumi | Versenyzők        | 1   | 2   | 3   | 4   | 5   | 6   | 7   | 8   | 9   |
| ---- | ---------------------- | -------------------------- | ----------- | ---- | ----------------- | --- | --- | --- | --- | --- | --- | --- | --- | --- |
| 1961 |                        |                            |             |      |                   | MON | NED | BEL | FRA | GBR | GER | ITA | USA |     |
| 1961 | André Pilette          | Emeryson P                 | Climax S4   | D    | André Pilette     |     |     |     |     |     |     | Nk  |     |     |
| 1961 | Equipe Nationale Belge | Emeryson 1001 Emeryson Mk2 | Maserati S4 | D    | Lucien Bianchi    | Nk  |     |     |     |     |     |     |     |     |
| 1961 | Equipe Nationale Belge | Emeryson 1001 Emeryson Mk2 | Maserati S4 | D    | Olivier Gendebien | Nk  |     |     |     |     |     |     |     |     |
| 1962 |                        |                            |             |      |                   | NED | MON | BEL | FRA | GBR | GER | ITA | USA | RSA |
| 1962 | Ecurie Maarsbergen     | Emeryson 1006              | Climax S4   | D    | Wolfgang Seidel   | Hn  |     |     |     |     |     |     |     |     |